# Clubiona bengalensis
Clubiona bengalensis is een spinnensoort uit de familie struikzakspinnen (Clubionidae).
De wetenschappelijke naam van de soort werd in 1984 gepubliceerd door Bijan Kumar Biswas.